# Motor browniano

Cinesina, un ejemplo de un motor molecular que usa ATP para "caminar" a lo largo de microtúbulos. Se interpreta como un ejemplo de un motor browniano

Los motores brownianos son máquinas moleculares o a nanoescala que utilizan reacciones químicas para generar movimiento dirigido en el espacio. La teoría detrás de los motores brownianos se basa en el fenómeno del movimiento browniano, el desplazamiento aleatorio de partículas suspendidas en un fluido (un líquido o un gas) resultante de su colisión con las moléculas de movimiento rápido en el fluido.
A escala nanoscópica (1-100 nm), el efecto de la viscosidad domina al de la inercia, y el grado extremadamente alto de ruido térmico en el entorno hace que el movimiento dirigido convencional sea casi imposible, porque las fuerzas que impulsan estos motores en la dirección deseada son minúsculas en comparación con las fuerzas aleatorias ejercidas por el medio ambiente. Los motores brownianos funcionan específicamente para utilizar este alto nivel de ruido aleatorio para lograr un movimiento dirigido y, como tales, solo son viables a escala nanoscópica.
El concepto de motores brownianos data de finales del siglo XX. El término fue acuñado en 1995 por Peter Hänggi, pero la existencia de tales motores en la naturaleza puede tener un origen muy remoto, y serviría para explicar procesos celulares cruciales que requieren movimiento a escala nanoscópica, como la biosíntesis proteica y la contracción muscular. Si este es el caso, los motores brownianos pueden tener implicaciones para comprender los cimientos de la propia vida.
Se lleva tiempo intentado aplicar los conocimiento sobre los motores brownianos naturales a la resolución de distintos problemas. Sus aplicaciones son obvias en nanorrobótica debido a la dependencia inherente de esta disciplina del movimiento dirigido.

## Historia

### Siglo XX

Simulación del movimiento browniano de una gran partícula (partícula de polvo) que choca con un gran conjunto de partículas más pequeñas (moléculas de un gas) que se mueven con diferentes velocidades en diferentes direcciones aleatorias

El término "motor browniano" fue inventado originalmente por el físico teórico suizo Peter Hänggi en 1995. El motor browniano, como los fenómenos del movimiento browniano que sustentaron su teoría subyacente, también recibió su nombre del botánico escocés del siglo XIX Robert Brown, quien en 1827 describió el movimiento aleatorio en el agua de las partículas de polen de la planta Clarkia pulchella observado con un microscopio. En 1905, casi ochenta años después, Albert Einstein publicó un artículo donde modeló el movimiento del polen considerando que era generado por el choque de moléculas de agua individuales. El efecto fue verificado experimentalmente por Jean Perrin en 1908, quien recibió el Premio Nobel de Física en 1926 "por su trabajo sobre la estructura discontinua de la materia". Estos desarrollos ayudaron a crear los fundamentos de las teorías actuales del mundo nanoscópico.
La nanotecnología ha permanecido tradicionalmente durante mucho tiempo en la intersección de la física y de la química, pero los desarrollos de la investigación en este campo se sitúan cada vez más fuera del alcance de cualquiera de estas dos disciplinas tradicionales.

### Siglo XXI
En 2002, Dean Astumian, profesor de física en la Universidad de Maine (Orono), y Peter Hänggi, profesor de física teórica en la Universidad de Augsburgo (Alemania), publicaron un artículo fundamental titulado "Motores Brownianos" en la revista del Instituto Estadounidense de Física Physics Today. Allí, propusieron el entonces novedoso concepto de motores brownianos y postularon que "el movimiento térmico combinado con la energía de entrada da lugar a una canalización del azar que puede usarse para ejercer el control sobre sistemas microscópicos". Astumian y Hänggi incluyeron en su artículo un poema de Wallace Stevens de 1919 titulado "The Place of the Solitaires" (El lugar de los solitarios), para ilustrar elegantemente, desde una perspectiva abstracta, la naturaleza incesante del ruido.

Inspirados por el fascinante mecanismo por el cual las proteínas se mueven frente al ruido térmico, muchos físicos están trabajando para comprender los motores moleculares a escala mesoscópica. Una idea importante de este trabajo es que, en algunos casos, el ruido térmico puede ayudar al movimiento dirigido al proporcionar un mecanismo para superar las barreras de energía. En esos casos, se habla de "motores brownianos". En este artículo, nos enfocamos en varios ejemplos que resaltan algunos conceptos físicos subyacentes prominentes que han surgido. Pero primero notamos que también a los poetas les ha fascinado el ruido; ver recuadro 1.
...
En el mundo microscópico, “No debe haber cesación / De movimiento, o del ruido del movimiento” (recuadro 1). En lugar de luchar contra él, los motores brownianos aprovechan el ruido incesante para mover partículas de manera eficiente y fiable.

Un año después del artículo de Astumian-Hänggi, el grupo de química orgánica de David Leigh informó sobre los primeros motores brownianos moleculares artificiales. En 2007, el mismo equipo informó sobre un trinquete de información molecular inspirado en Demonio de Maxwell.
Otra demostración importante de nanoingeniería y nanotecnología fue la construcción de un práctico motor browniano artificial por IBM en 2018. Específicamente, se creó un dispositivo energético al dar forma con precisión a una rendija nanofluídica, y luego se utilizaron potenciales alternos y un campo eléctrico oscilante para producir un movimiento de balanceo en nanopartículas con el fin de dotarlas de un movimiento dirigido. El experimento hizo que las nanopartículas se movieran con éxito en una pista con la forma del contorno del logotipo de IBM y constituye un hito importante en el uso práctico de los motores brownianos y otros elementos a escala nanoscópica.

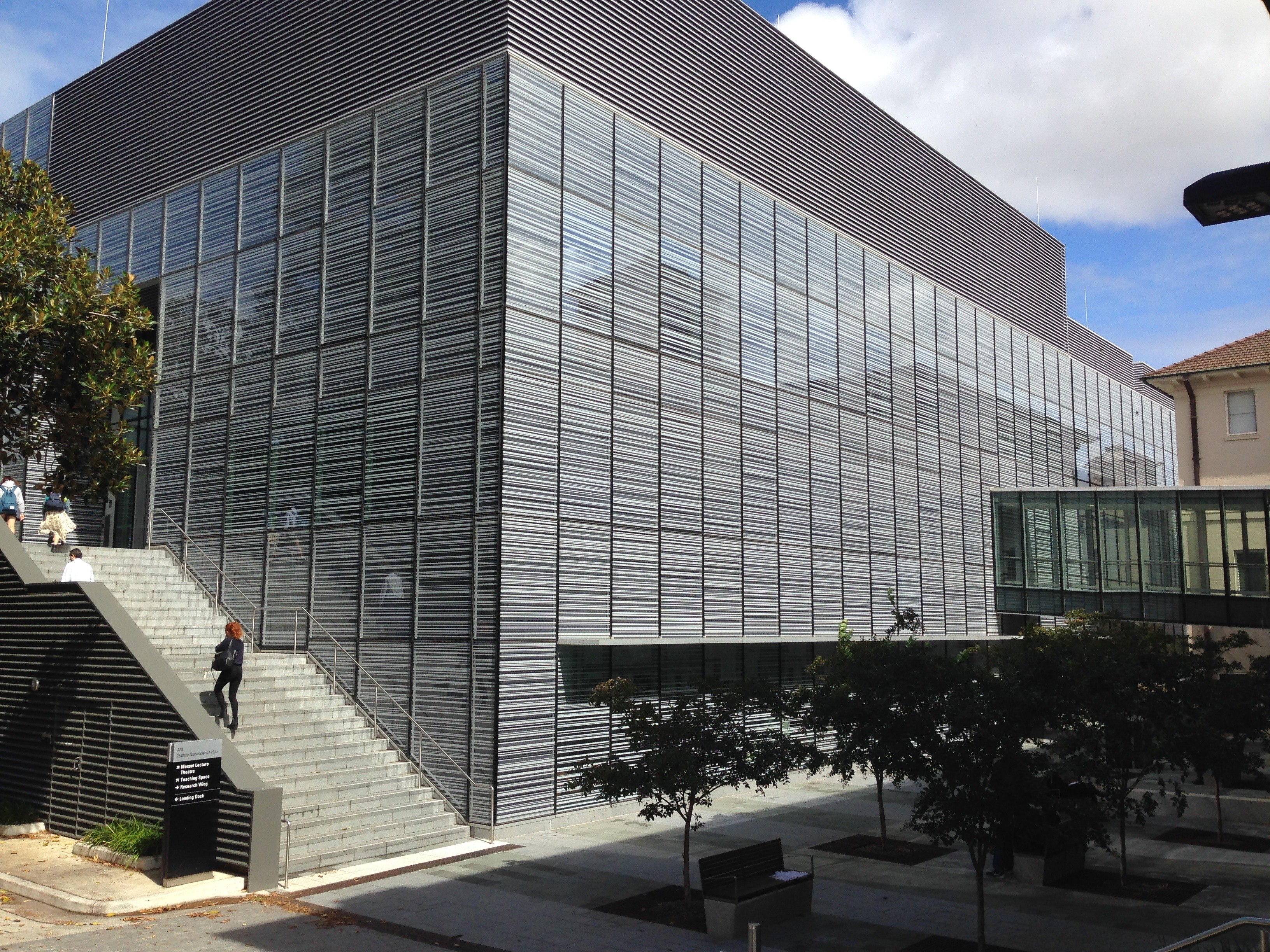
El Sydney Nanoscience Hub, una instalación de 150 millones de dólares australianos especialmente diseñada para la investigación y la educación sobre nanotecnología

Además, diversas instituciones alrededor del mundo, como el Nano Institute de la Universidad de Sídney, con sede en el Sydney Nanoscience Hub (SNH), y el Instituto Suizo de Nanociencia (SNI) en la Universidad de Basilea, son ejemplos de la actividad investigadora emergente en el campo de la nanociencia. Los motores brownianos siguen siendo un concepto central tanto en la comprensión de los motores moleculares naturales como en la construcción de nanotecnologías útiles que implican movimiento dirigido.

La investigación en nanociencia dentro del Instituto Suizo de Nanociencia (SNI) se centra en áreas de beneficio potencial para las ciencias de la vida, la sostenibilidad y las tecnologías de la información y las comunicaciones. El objetivo es explorar fenómenos a nanoescala e identificar y aplicar nuevos principios pioneros. Esto implica que los investigadores se sumerjan en el mundo de los átomos y moléculas individuales. En este nivel, las disciplinas clásicas de la física, la biología y la química se fusionan en una. La colaboración interdisciplinar entre diferentes ramas de la ciencia e instituciones es, por tanto, un elemento clave del trabajo diario del SNI.

## Teoría

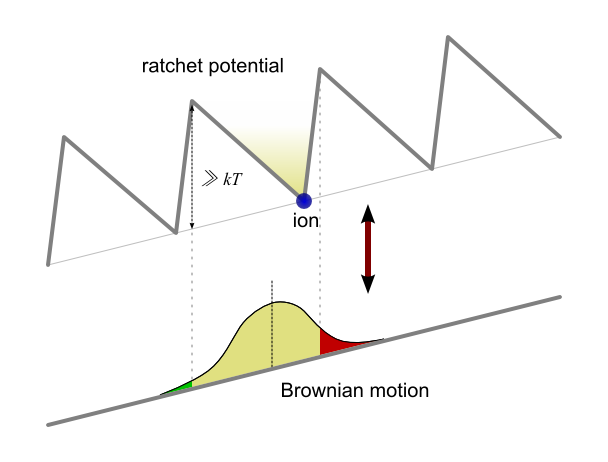
El modelo del trinquete sirve como base teórica del motor browniano

El ruido térmico a escala nanoscópica es tan grande que moverse en una dirección particular es tan difícil como “caminar en un ciclón tropical” o “nadar en melaza”. El funcionamiento teórico del motor browniano se puede explicar mediante la teoría del trinquete, en la que se permite que fluctuaciones térmicas aleatorios fuertes muevan la partícula en la dirección deseada, mientras que se gasta algo de energía para contrarrestar las fuerzas que producirían movimiento en el sentido opuesto. Este movimiento puede ser tanto lineal como rotativo. En el sentido biológico y en la medida en que este fenómeno aparece en la naturaleza, el proceso es posible gracias a la disponibilidad de energía química que se obtiene de la molécula del adenosín trifosfato (ATP).
El trinquete browniano es un móvil perpetuo aparente que parece violar el segundo principio de la termodinámica, que luego fue desacreditado tras un análisis más detallado por Richard Feynman y otros físicos. La diferencia entre los motores brownianos reales y el trinquete browniano ficticio es que solo en los motores brownianos hay una entrada de energía para proporcionar la fuerza necesaria para mantener el motor en su lugar y contrarrestar el ruido térmico que intentan mover el motor en la dirección opuesta.
Debido a que los motores brownianos se basan en la naturaleza aleatoria del ruido térmico para obtener un movimiento dirigido, son de naturaleza estocástica, ya que pueden analizarse estadísticamente pero no predecirse con precisión.

## Ejemplos en la naturaleza
En biología, gran parte de lo que se entiende que son proteínas basadas en motores moleculares también pueden ser motores brownianos. Estos motores moleculares hacen posibles procesos celulares críticos en los seres vivos y, de hecho, son fundamentales para la vida en sí misma.
Los investigadores han logrado avances significativos en términos de examinar estos procesos biológicos con el fin de obtener una idea de su funcionamiento interno. Por ejemplo, en los seres humanos existen motores brownianos moleculares en forma de varios tipos diferentes de proteínas. Dos motores brownianos biomoleculares comunes son la ATP sintasa, un motor rotativo, y la miosina, un motor lineal. La proteína motora ATP sintasa produce un momento de giro que facilita la síntesis del adenosín trifosfato (ATP) a partir del adenosín difosfato (ADP) y fosfato inorgánico (Pi) a través de la siguiente reacción general:
ADP + Pi + 3H+out ⇌ ATP + H2O + 3H+in
En contraste, el momento producido por la miosina es lineal y es la base del proceso de contracción muscular. Proteínas motoras similares son la cinesina y la dineína, que convierten la energía química en trabajo mecánico mediante la hidrólisis del ATP. Muchas proteínas motoras dentro de las células humanas actúan como motores brownianos al producir un movimiento dirigido a escala nanoscópica, y algunas proteínas comunes de este tipo se ilustran en las siguientes imágenes generadas por ordenador. 

Proteínas que actúan como motores brownianos dentro de las células humanas
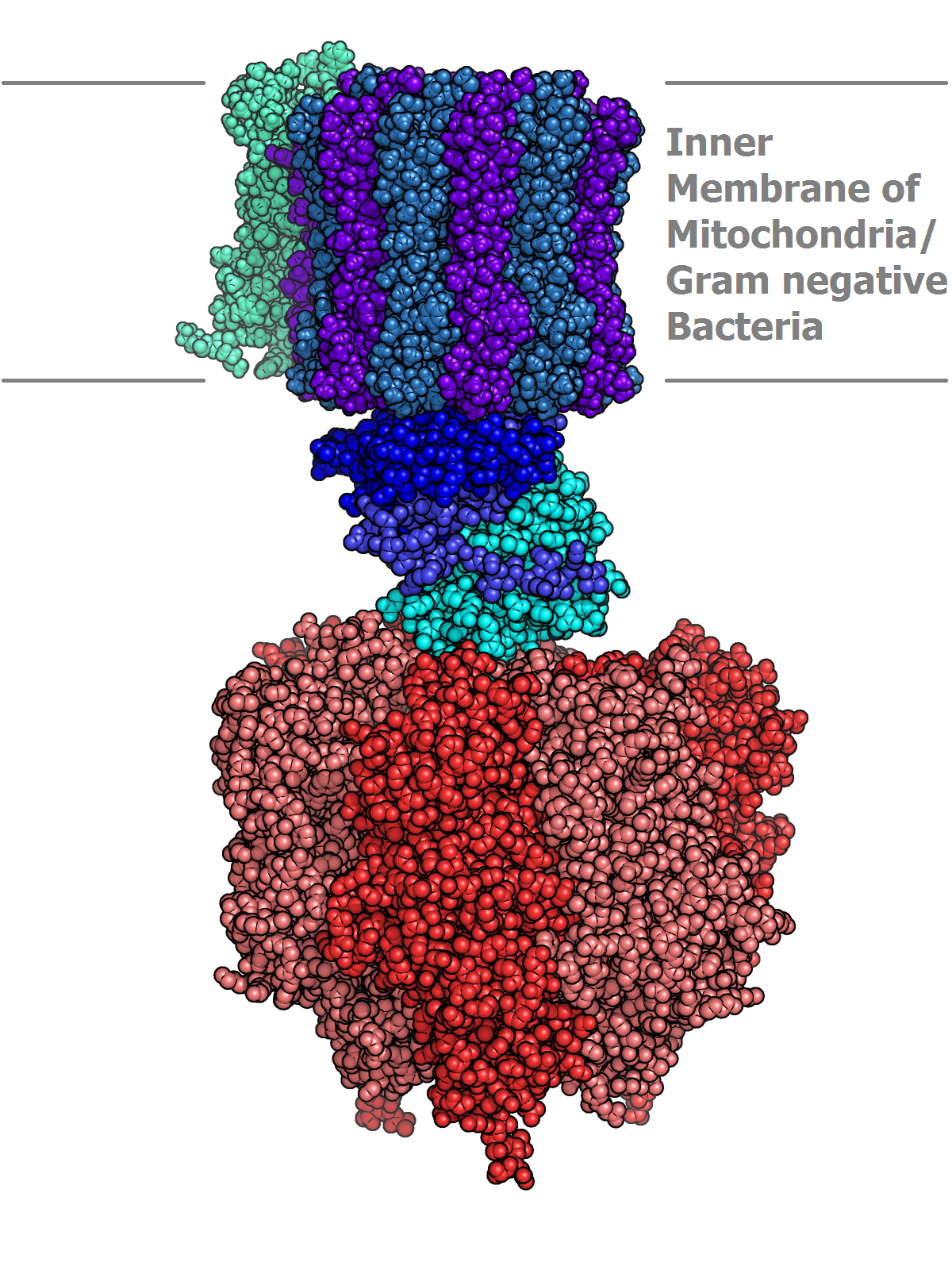
ATP sintasa
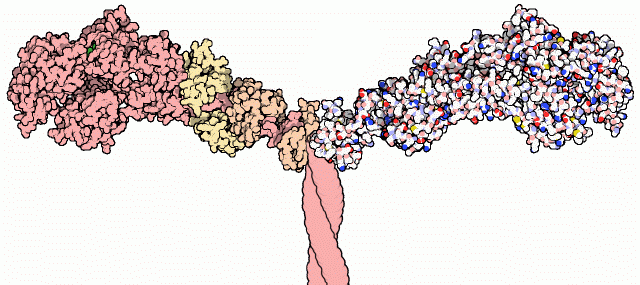
Miosina II
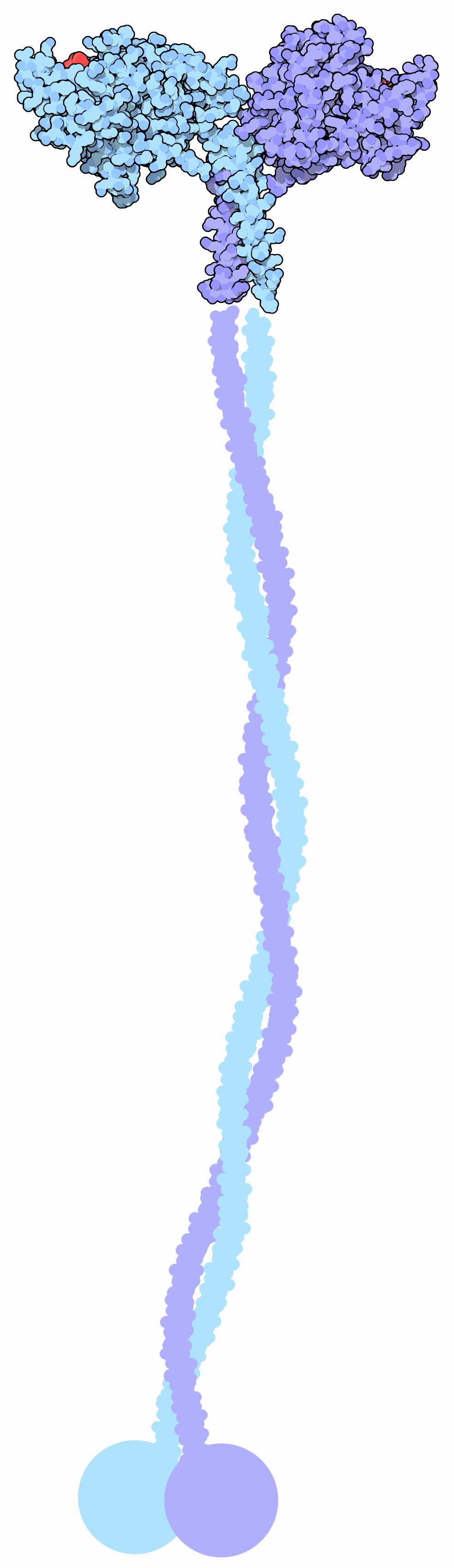
Kinesina
- Dineina

## Aplicaciones

### Nanorrobótica
La relevancia de los motores brownianos para satisfacer el requisito de disponer de movimiento dirigido en nanorrobótica se ha vuelto cada vez más evidente para los investigadores tanto del mundo académico como de la industria.
La replicación artificial de los motores brownianos se basa en ejemplos tomados de la naturaleza, pero difiere de ella en distintos aspectos. Un tipo específico es el fotomotor, en el que se conmutan estados de agregación debido a los pulsos de luz y se genera un movimiento dirigido. Estos fotomotores, a diferencia de sus equivalentes naturales, son inorgánicos y poseen una mayor eficiencia y velocidad promedio, por lo que se adaptan mejor al uso humano que las alternativas existentes, como los motores de proteínas orgánicos.
Uno de los seis "Grandes desafíos" del Nano Instituto de la Universidad de Sídney es desarrollar nanorrobótica para el ámbito sanitario, un aspecto clave del cual es desarrollar un procedimiento de "fundición nanoscópica de piezas" para producir motores brownianos con capacidad para el "desplazamiento activo en el interior del cuerpo humano". El Instituto predice que entre las implicaciones de esta investigación está un "cambio de paradigma" en la asistencia sanitaria, "alejándose del modelo de «romper y arreglar» hacia un enfoque basado en la prevención y la intervención temprana", como en el caso de las enfermedades cardiovasculares:

Los cambios a nivel molecular en las primeras fases de las enfermedades cardíacas se producen a nanoescala. Para detectar estos cambios, estamos construyendo robots a nanoescala, más pequeños que las células, que navegarán por el cuerpo. Esto nos permitirá ver el interior incluso de los vasos sanguíneos más estrechos, para detectar los depósitos de grasa (placas ateroscleróticas) que señalan el inicio del bloqueo arterial y permitir el tratamiento antes de que la enfermedad progrese.
...
El impacto de este proyecto será extenso. Mejorará los resultados de salud de todos los australianos con enfermedades cardíacas y reducirá los costos de atención médica. Tiene potencial para resolver otros problemas de salud, incluidos el cáncer, la demencia y otras enfermedades neurodegenerativas. Proporcionará un entorno colaborativo de ámbito mundial para capacitar a la próxima generación de investigadores australianos, impulsando la innovación y el desarrollo de nuevas industrias y empleos en Australia.

El profesor Paul Bannon, un cirujano cardiotorácico de prestigio internacional y líder en investigación médica, resume los beneficios de la nanorrobótica en la salud:

Si pudiera miniaturizarme dentro del cuerpo ... podría detectar daños tempranos y tratables en tus arterias coronarias cuando tengas 25 años y así evitar tu muerte prematura.